# Finland op het Eurovisiesongfestival
Finland doet sinds 1961 mee aan het Eurovisiesongfestival.

## De balans
Finland is over het algemeen nooit bijzonder succesvol geweest op het Eurovisiesongfestival. De Finse inzendingen presteren vaak teleurstellend en behalen matige tot ronduit slechte resultaten. Sinds het debuut in 1961 zijn de Finnen slechts 14 keer in de top 10 beland; dit gebeurde echter vooral in de jaren 60 en 70, toen er nog aanzienlijk minder landen aan het songfestival deelnamen. De zesde plaats die behaald werd in 1973 bleef drie decennia lang in de boeken staan als het grootste Finse succes.
Elfmaal eindigde Finland op de laatste plaats. Dat gebeurde in 1963, 1965, 1968, 1980, 1982, 1990, 1992, 1996, 2009, 2015 (in de halve finale) en 2019 (in de halve finale). Drie van deze inzendingen kregen bovendien geen enkel punt. Hiermee was Finland samen met Noorwegen recordhouder. Totdat Noorwegen weer laatste eindigde in 2024.

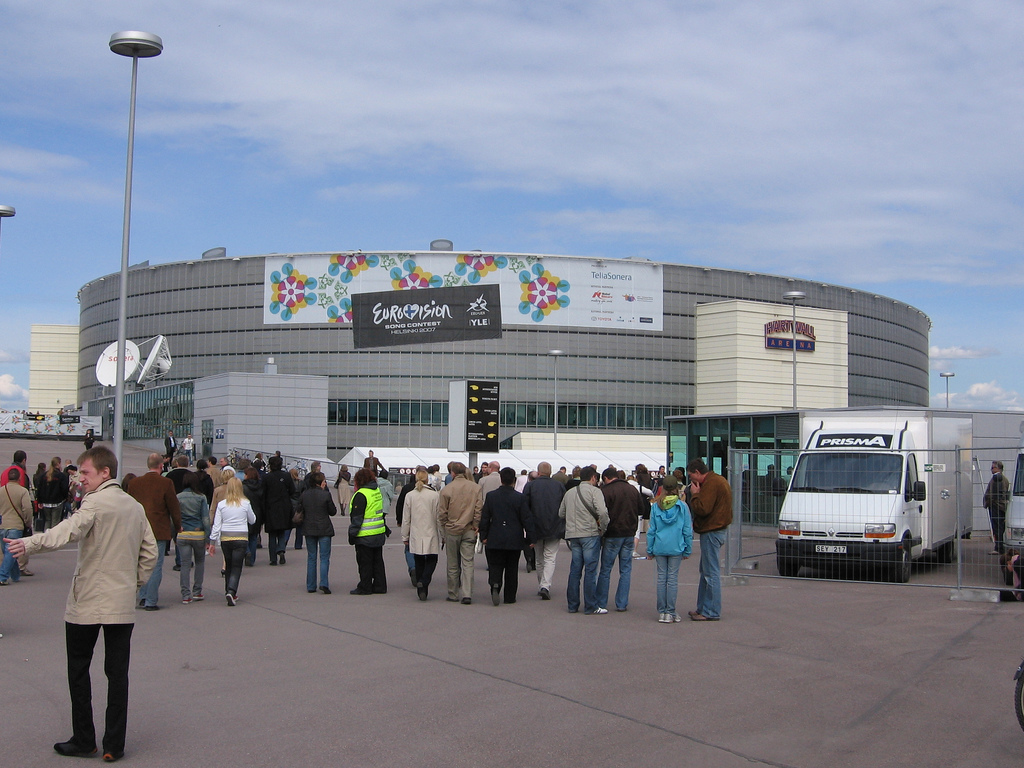
De Hartwall Areena in Helsinki als locatie van het Eurovisiesongfestival 2007

Ondanks de vele nederlagen heeft Finland het Eurovisiesongfestival toch ook één keer gewonnen. Het moest daar echter wel 45 jaar op wachten; pas in 2006 slaagden de Finnen erin de overwinning binnen te slepen. Dit gebeurde met het nummer Hard rock hallelujah van de metalband Lordi. Deze inzending kreeg 292 punten. Behalve Armenië, Monaco en Albanië hadden alle landen punten voor Lordi over. Achtmaal ontvingen de Finnen de topscore van 12 punten.

## Het songfestival op Finse bodem
Het Eurovisiesongfestival heeft eenmaal plaatsgevonden in Finland. Dat gebeurde in 2007, als gevolg van de overwinning een jaar eerder. Hoewel ook steden als Turku, Espoo en Tampere interesse toonden om het songfestival te organiseren, werd de Hartwall Areena in de hoofdstad Helsinki gekozen als locatie. De presentatie lag in handen van Jaana Pelkonen en Mikko Leppilampi. Voor de Finse omroep Yle was het organiseren van het songfestival, met 13 miljoen euro als budget, de grootste klus uit zijn geschiedenis. Er deden 42 landen mee, destijds een recordaantal. In de finale werd de intervalact verzorgd door de instrumentale metalband Apocalyptica.

## Songfestivals zonder Finland
Finland is sinds zijn debuut in 1961 zesmaal afwezig geweest op het Eurovisiesongfestival. De eerste keer gebeurde dit in 1970, toen Finland zich (samen met Zweden, Oostenrijk, Noorwegen en Portugal) vrijwillig terugtrok als protest tegen het songfestival van een jaar eerder, waarbij niet één, maar vier winnaars uit de bus waren gekomen.
De andere jaren dat Finland niet meedeed, waren 1995, 1997, 1999, 2001 en 2003. Tijdens deze periode kwamen er op het songfestival zoveel nieuwe (voornamelijk Oost-Europese) landen bij, dat er een plaatsgebrek ontstond en de EBU zich genoodzaakt zag een nieuw systeem in te voeren, dat inhield dat slecht scorende landen verplicht een jaar moesten overslaan. Finland was hier het voornaamste slachtoffer van. Het land scoorde keer op keer niet hoog genoeg om zich te kwalificeren voor het volgende jaar. Geen enkel ander land moest vaker gedwongen thuisblijven. Sinds in 2004 de halve finale op het songfestival is ingevoerd, kan ieder land elk jaar deelnemen.

## Taal

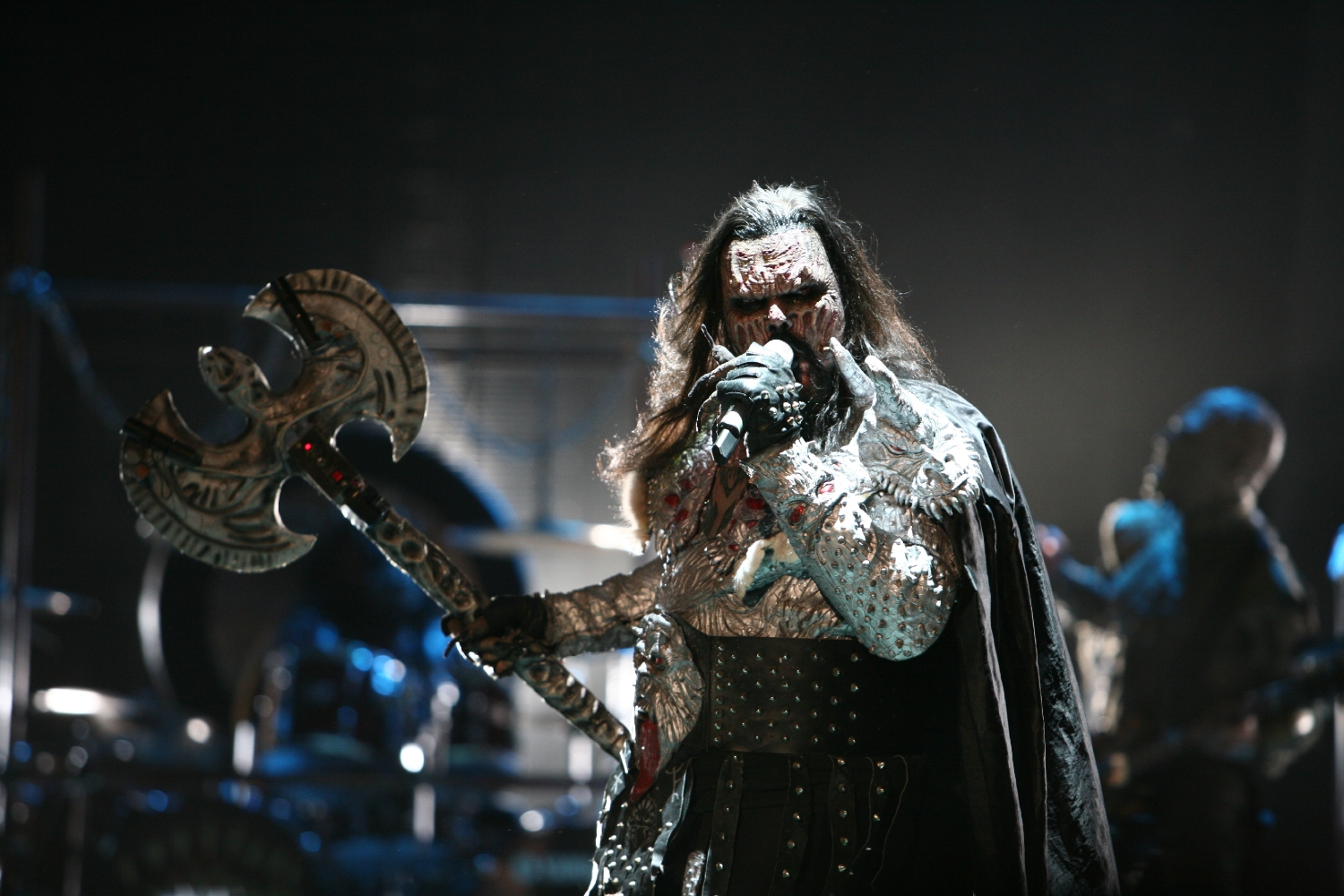
Lordi sleepte in 2006 de eerste en tot nog toe enige songfestivaloverwinning binnen voor Finland

Lange tijd was het voor de deelnemende landen op het Eurovisiesongfestival verplicht om in de eigen taal te zingen. Veruit de meeste Finse inzendingen zijn dan ook vertolkt in het Fins. Tussen 1973 en 1976 bestond er een vrije taalregel en kozen de Finse deelnemers voor het Engels.
In 1990 trad de popgroep Beat namens Finland aan met een Zweedstalig lied. Dit was toegestaan, aangezien naast het Fins ook het Zweeds een officiële status kent in Finland. Buurland Zweden had al vaak succes gehad met Zweedstalige inzendingen, maar de poging van de Finnen om dit te kopiëren, werd een fiasco; Beat strandde op de laatste plaats.
Sinds de vrije-taalregel in 1999 heringevoerd werd, heeft Finland vooral Engelstalige liedjes naar het songfestival gestuurd. In 2008, 2010, 2015, 2023 en 2025 kozen de Finnen echter weer voor een Finstalig lied, en in 2012 trad Pernilla Karlsson aan in het Zweeds.

## Finse deelnames
| Jaar | Artiest                       | Titel                      | Fin. | Ptn. | Semi | Ptn. | Taal   |
| ---- | ----------------------------- | -------------------------- | ---- | ---- | ---- | ---- | ------ |
| 1961 | Laila Kinnunen                | Valoa ikkunassa            | 10   | 6    |      |      | Fins   |
| 1962 | Marion Rung                   | Tipi-tii                   | 7    | 4    |      |      | Fins   |
| 1963 | Laila Halme                   | Muistojeni laulu           | 13   | 0    |      |      | Fins   |
| 1964 | Lasse Mårtenson               | Laiskotellen               | 7    | 9    |      |      | Fins   |
| 1965 | Viktor Klimenko               | Aurinko laskee länteen     | 15   | 0    |      |      | Fins   |
| 1966 | Ann-Christine Nyström         | Playboy                    | 10   | 7    |      |      | Fins   |
| 1967 | Fredi                         | Varjoon - suojaan          | 12   | 3    |      |      | Fins   |
| 1968 | Kristina Hautala              | Kun kello käy              | 16   | 1    |      |      | Fins   |
| 1969 | Jarkko & Laura                | Kuin silloin ennen         | 12   | 6    |      |      | Fins   |
| 1971 | Markku Aro & Koivistolaiset   | Tie uuteen päivään         | 8    | 84   |      |      | Fins   |
| 1972 | Päivi Paunu & Kim Floor       | Muistathan                 | 12   | 78   |      |      | Fins   |
| 1973 | Marion Rung                   | Tom tom tom                | 6    | 93   |      |      | Engels |
| 1974 | Carita                        | Keep me warm               | 13   | 4    |      |      | Engels |
| 1975 | Pihasoittajat                 | Old man fiddle             | 7    | 74   |      |      | Engels |
| 1976 | Fredi & The Friends           | Pump-pump                  | 11   | 44   |      |      | Fins   |
| 1977 | Monica Aspelund               | Lapponia                   | 10   | 50   |      |      | Fins   |
| 1978 | Seija Simola                  | Anna rakkaudelle tilaisuus | 18   | 2    |      |      | Fins   |
| 1979 | Katri Helena                  | Katson sineen taivaan      | 14   | 38   |      |      | Fins   |
| 1980 | Vesa-Matti Loiri              | Huilumies                  | 19   | 6    |      |      | Fins   |
| 1981 | Riki Sorsa                    | Reggae OK                  | 16   | 27   |      |      | Fins   |
| 1982 | Kojo                          | Nuku pommiin               | 18   | 0    |      |      | Fins   |
| 1983 | Ami Aspelund                  | Fantasiaa                  | 11   | 41   |      |      | Fins   |
| 1984 | Kirka                         | Hengaillaan                | 9    | 46   |      |      | Fins   |
| 1985 | Sonja Lumme                   | Eläköön elämä              | 9    | 58   |      |      | Fins   |
| 1986 | Kari Kuivalainen              | Never the end              | 15   | 22   |      |      | Fins   |
| 1987 | Vicky Rosti & Boulevard       | Sata salamaa               | 15   | 32   |      |      | Fins   |
| 1988 | Boulevard                     | Nauravat silmät muistetaan | 20   | 3    |      |      | Fins   |
| 1989 | Anneli Saaristo               | La dolce vita              | 7    | 76   |      |      | Fins   |
| 1990 | Beat                          | Fri?                       | 21   | 8    |      |      | Zweeds |
| 1991 | Kaija                         | Hullu yö                   | 20   | 6    |      |      | Fins   |
| 1992 | Pave                          | Yamma-yamma                | 23   | 4    |      |      | Fins   |
| 1993 | Katri Helena                  | Tule luo                   | 17   | 20   |      |      | Fins   |
| 1994 | CatCat                        | Bye bye baby               | 22   | 11   |      |      | Fins   |
| 1996 | Jasmine                       | Niin kaunis on taivas      | 23   | 9    |      |      | Fins   |
| 1998 | Edea                          | Aava                       | 15   | 22   |      |      | Fins   |
| 2000 | Nina Åström                   | A little bit               | 18   | 18   |      |      | Engels |
| 2002 | Laura                         | Addicted to you            | 20   | 24   |      |      | Engels |
| 2004 | Jari Sillanpää                | Takes 2 to tango           | X    | X    | 14   | 51   | Engels |
| 2005 | Geir Rönning                  | Why                        | X    | X    | 18   | 50   | Engels |
| 2006 | Lordi                         | Hard rock hallelujah       | 1    | 292  | 1    | 292  | Engels |
| 2007 | Hanna Pakarinen               | Leave me alone             | 17   | 53   | X    | X    | Engels |
| 2008 | Teräsbetoni                   | Missä miehet ratsastaa     | 22   | 35   | 8    | 79   | Fins   |
| 2009 | Waldo's People                | Lose control               | 25   | 22   | 12   | 42   | Engels |
| 2010 | Kuunkuiskaajat                | Työlki ellää               | X    | X    | 11   | 49   | Fins   |
| 2011 | Paradise Oskar                | Da da dam                  | 21   | 57   | 3    | 103  | Engels |
| 2012 | Pernilla Karlsson             | När jag blundar            | X    | X    | 12   | 41   | Zweeds |
| 2013 | Krista Siegfrids              | Marry me                   | 24   | 13   | 9    | 64   | Engels |
| 2014 | Softengine                    | Something better           | 11   | 72   | 3    | 97   | Engels |
| 2015 | Pertti Kurikan Nimipäivät     | Aina mun pitää             | X    | X    | 16   | 13   | Fins   |
| 2016 | Sandhja                       | Sing it away               | X    | X    | 15   | 51   | Engels |
| 2017 | Norma John                    | Blackbird                  | X    | X    | 12   | 92   | Engels |
| 2018 | Saara Aalto                   | Monsters                   | 25   | 46   | 10   | 108  | Engels |
| 2019 | Darude feat. Sebastian Rejman | Look away                  | X    | X    | 17   | 23   | Engels |
| 2021 | Blind Channel                 | Dark side                  | 6    | 301  | 5    | 234  | Engels |
| 2022 | The Rasmus                    | Jezebel                    | 21   | 38   | 7    | 162  | Engels |
| 2023 | Käärijä                       | Cha cha cha                | 2    | 526  | 1    | 177  | Fins   |
| 2024 | Windows95Man                  | No rules                   | 19   | 38   | 7    | 59   | Engels |
| 2025 | Erika Vikman                  | Ich komme                  | 11   | 196  | 3    | 115  | Fins   |
| 2026 |                               |                            |      |      |      |      |        |

| Kleur | Betekenis      |
| ----- | -------------- |
|       | Eerste plaats  |
|       | Tweede plaats  |
|       | Derde plaats   |
|       | Laatste plaats |
|       | Gastland       |

## Punten
Periode 1961-2025. Punten uit halve finales zijn in deze tabellen niet meegerekend.
| Plaats | Land        | Punten |
| ------ | ----------- | ------ |
| 1      | Zweden      | 352    |
| 2      | Italië      | 197    |
| 3      | Israël      | 184    |
| 4      | Zwitserland | 176    |
| 5      | Frankrijk   | 173    |

| Plaats | Land      | Punten |
| ------ | --------- | ------ |
| 1      | Zweden    | 193    |
| 2      | Estland   | 161    |
| 3      | Noorwegen | 160    |
| 4      | IJsland   | 127    |
| 5      | Ierland   | 111    |

### Twaalf punten gegeven aan Finland
| Aantal | Land                | Wanneer                          |
| ------ | ------------------- | -------------------------------- |
| 5      | Zweden              | 2006, 2007, 2021 (t), 2023 (j+t) |
| 4      | IJsland             | 2006, 2007, 2021 (t), 2023 (t)   |
| 4      | Noorwegen           | 2006, 2011, 2023 (j+t)           |
| 3      | Estland             | 2006, 2021 (t), 2023 (t)         |
| 2      | Denemarken          | 2006, 2023 (t)                   |
| 2      | Duitsland           | 1975, 2023 (t)                   |
| 2      | Ierland             | 1977, 2023 (t)                   |
| 2      | Oostenrijk          | 2023 (t), 2025 (j)               |
| 2      | Verenigd Koninkrijk | 2006, 2023 (t)                   |
| 1      | Australië           | 2023 (t)                         |
| 1      | België              | 2023 (t)                         |
| 1      | Griekenland         | 2006                             |
| 1      | Israël              | 2023 (t)                         |
| 1      | Letland             | 2023 (t)                         |
| 1      | Litouwen            | 2023 (t)                         |
| 1      | Nederland           | 2023 (t)                         |
| 1      | Polen               | 2006                             |
| 1      | San Marino          | 2023 (t)                         |
| 1      | Servië              | 2023 (t)                         |
| 1      | Spanje              | 2023 (t)                         |
| 1      | Zwitserland         | 1975                             |

(j) = vakjury; (t) = televoting

### Twaalf punten gegeven door Finland
(Vetgedrukte landen waren ook de winnaar van dat jaar.)
| Jaar | Land        | Jaar | Land          | Jaar | Land                    | Jaar | Land                        |
| ---- | ----------- | ---- | ------------- | ---- | ----------------------- | ---- | --------------------------- |
| 1975 | Italië      | 1989 | Denemarken    | 2003 | Geen deelname           | 2017 | Zweden (j) Portugal (t)     |
| 1976 | België      | 1990 | Frankrijk     | 2004 | Zweden                  | 2018 | Israël (j) Estland (t)      |
| 1977 | Frankrijk   | 1991 | Italië        | 2005 | Noorwegen               | 2019 | Zweden (j) IJsland (t)      |
| 1978 | Duitsland   | 1992 | Italië        | 2006 | Rusland                 | 2021 | Zwitserland (j) IJsland (t) |
| 1979 | Israël      | 1993 | Noorwegen     | 2007 | Servië                  | 2022 | Zweden (j) Oekraïne (t)     |
| 1980 | Zwitserland | 1994 | Hongarije     | 2008 | Noorwegen               | 2023 | Zweden (j) Noorwegen (t)    |
| 1981 | Zwitserland | 1995 | Geen deelname | 2009 | Estland                 | 2024 | Zwitserland (j) Israël (t)  |
| 1982 | Israël      | 1996 | Estland       | 2010 | Duitsland               | 2025 | Oostenrijk (j) Zweden (t)   |
| 1983 | Joegoslavië | 1997 | Geen deelname | 2011 | Hongarije               |      |                             |
| 1984 | Italië      | 1998 | Estland       | 2012 | Zweden                  |      |                             |
| 1985 | Zweden      | 1999 | Geen deelname | 2013 | Noorwegen               |      |                             |
| 1986 | België      | 2000 | Letland       | 2014 | Oostenrijk              |      |                             |
| 1987 | Ierland     | 2001 | Geen deelname | 2015 | Zweden                  |      |                             |
| 1988 | Luxemburg   | 2002 | Frankrijk     | 2016 | Zweden (j) Oekraïne (t) |      |                             |

(j) = vakjury; (t) = televoting

1961 · 1962 · 1963 · 1964 · 1965 · 1966 · 1967 · 1968 · 1969 · 1970 · 1971 · 1972 · 1973 · 1974 · 1975 · 1976 · 1977 · 1978 · 1979 · 1980 · 1981 · 1982 · 1983 · 1984 · 1985 · 1986 · 1987 · 1988 · 1989 · 1990 · 1991 · 1992 · 1993 · 1994 · 1995 · 1996 · 1997 · 1998 · 1999 · 2000 · 2001 · 2002 · 2003 · 2004 · 2005 · 2006 · 2007 · 2008 · 2009 · 2010 · 2011 · 2012 · 2013 · 2014 · 2015 · 2016 · 2017 · 2018 · 2019 · 2020 · 2021 · 2022 · 2023 · 2024 · 2025